# Peugeot Type 177
Le Type 177 è un'autovettura di fascia media prodotta dal 1924 al 1929 dalla casa automobilistica francese Peugeot.

## Profilo e caratteristiche
Anticipata dalla Type 173 S lanciata nel 1923 e prodotta solo per un paio di anni, la Type 177 ribadì la forte presenza della Casa francese nel settore delle vetture di fascia media. La Type 177 si presentò come una semplice evoluzione del modello precedente, ma andò a sostituire di fatto soprattutto la Type 163, in produzione già dal 1919. Proposta inizialmente nell'allestimento B ed in quattro varianti di carrozzeria (berlina, torpedo, torpedo commerciale e camionetta), la Type 177 era equipaggiata con lo stesso motore della famiglia PG montato sulla Type 173 S, da cui differiva sostanzialmente per lo schema della distribuzione, che tornava al più convenzionale sistema a valvole laterali in luogo delle più innovative valvole in testa con bilancieri presenti nel modello precedente. Rimasero quindi invariate le caratteristiche di cilindrata (1525 cm³), mentre la potenza massima era di 28,6 CV a 1900 giri/min, sufficienti per spingere la vettura ad una velocità massima di 70 km/h. La trasmissione avveniva mediante un cambio manuale a 4 marce. La produzione della Type 177 B fu avviata nell'allora giovane impianto di Sochaux (oggi il principale nodo produttivo del Gruppo PSA che fa capo proprio alla Peugeot).
Nel 1925, con la definitiva uscita dai listini della Type 173 S, la Type 177 rimase l'unica rappresentante Peugeot del segmento di mercato intorno al litro e mezzo. In quell'anno la gamma si sdoppiò: la Type 177 B lasciò così il posto ai modelli 177 BH e 177 BL, differenti tra loro per alcune caratteristiche di allestimento. Anche rispetto alla 177 B uscente cambiarono pochi dettagli, tra cui le ruote di maggior diametro e la rapportatura del cambio. Invariata anche la gamma di carrozzerie.
Nel 1926, al Salone di Parigi, le due versioni vennero a loro volta sostituite da un'unica versione, la Type 177 M, caratterizzata dal ridisegnamento della carrozzerie, ora rese più moderne, e soprattutto dall'arrivo di un nuovo motore, direttamente derivato dal precedente, ma con cilindrata ridotta a 1393 cm³, a fronte di prestazioni pressoché invariate. Un'altra "chicca" degna di nota tra quelle introdotte dalla 177 M stava nel tetto trasparente, disponibile nella nuova variante di carrozzeria denominata Trasformabile luminosa. Dall'anno seguente la gamma si estese con l'arrivo di una vera cabriolet a cielo aperto e di una versione con carrozzeria sport. Per contro, la gamma non incluse più alcuna versione commerciale.
Nel 1928 la 177 M si evolse nella Type 177 R, caratterizzata dalla presenza di un nuovo propulsore da 1615 cm³, sempre della famiglia PG. La sua produzione cessò alla fine del 1928, ma gli ultimi esemplari furono smaltiti solo nel 1929.
L'eredità della Type 177' fu ripresa solo tre anni dopo dalla Peugeot 301.